# 久留米駅
久留米駅（くるめえき）は、福岡県久留米市城南町にある、九州旅客鉄道（JR九州）の駅である。

## 概要
福岡県第三の都市・久留米市の代表駅であるが、繁華街などの市街地からやや西に位置する。東に約2kmほど離れた西鉄久留米駅と区別するため、バス停留所の名称や地元での通称は「JR久留米駅」などとなっているが、略して「JR駅」や「JR」とも呼ばれる。
新幹線駅があるが、乗降客数は繁華街に近い西鉄久留米駅の方が多く、当駅の2倍強となっている。

### 乗り入れ路線
九州新幹線に、在来線の鹿児島本線と久大本線（ゆふ高原線、起点）を加えた3路線が乗り入れる。このうち鹿児島本線のみ「JB17」の駅番号が設定されている。なお在来線における所属線 は鹿児島本線である。
新幹線は各駅停車の「つばめ」と速達列車「さくら」の全列車が停車する。最速達列車の「みずほ」は2018年3月17日のダイヤ改正で臨時列車が上下1本ずつ停車するようになり、2019年3月16日のダイヤ改正からは下りが定期列車2本、上りが定期列車・臨時列車各1本ずつの計2往復が停車している。さらに2024年3月16日のダイヤ改正からは、下りの定期列車1本が停車するようになった。
在来線は、久大本線に乗り入れる特急「ゆふ・ゆふいんの森」、鹿児島本線の快速列車も含めて全列車が停車する。

## 歴史
- 1890年（明治23年）3月1日：九州鉄道の駅として開業[1][2]。
- 1891年（明治24年）4月1日：九州鉄道線が玉名駅（当時は高瀬駅）まで開通[4]。
- 1907年（明治40年）7月1日：九州鉄道の国有化により帝国鉄道庁の駅となる[2]。
- 1911年（明治44年）：陸軍特別大演習を控え、駅舎を拡張・改築。
- 1928年（昭和3年）12月24日：久大本線が筑後吉井駅まで開通[5]。
- 1945年（昭和20年）8月11日：久留米空襲で駅舎が被災[6]。
- 1948年（昭和23年）
  - 10月23日：新駅舎が完成し、落成式が行われる[7]。設計は菊竹清訓で[要出典]、戦災で失われた駅舎としては全国で最初に竣工[7]。
  - 10月25日：新駅舎の使用を開始[7]。
- 1949年（昭和24年）5月28日：昭和天皇の戦後巡幸のお召し列車が到着するも、列車が進行ままならないほど奉迎の市民が集まる[8]。
- 1965年（昭和40年）：名物となるクジャクの飼育を開始[9]。
- 1967年（昭和42年）12月15日：鉄筋コンクリート造2階建て駅舎に改築[10]（先代と同じく、菊竹清訓設計による[要出典]）。
- 1986年（昭和61年）11月1日：荷物の取扱を廃止[2]。
- 1987年（昭和62年）4月1日：国鉄分割民営化により、九州旅客鉄道・日本貨物鉄道の駅となる[2]。
- 2000年（平成12年）9月12日：自動改札機を設置し、供用開始[11]。
- 2006年（平成18年）
  - 3月18日：鳥栖貨物ターミナル駅開業により貨物列車の設定廃止[12]。
  - 4月1日：日本貨物鉄道の駅が廃止され、貨物の取扱が終了[13]。
  - 11月26日：九州新幹線工事に伴い線路およびのりば配置を変更。
- 2009年（平成21年）3月1日：ICカードSUGOCAの利用を開始[14]。
- 2010年（平成22年） 
  - 4月2日：終電をもって旧駅舎の使用を停止。
  - 4月3日：始発電車から新駅舎の使用を開始[15]。東口のみ利用開始[15]。
  - 5月23日：自由通路の整備が完了し、西口の利用を開始[16]。
- 2011年（平成23年）
  - 3月6日：東口駅前広場の整備が完了[17]。
  - 3月12日：九州新幹線の博多駅 - 新八代駅間が開業し、停車駅となる[18]。
- 2018年（平成30年）9月28日：鹿児島本線（在来線）に駅ナンバリングを導入。
- 2020年（令和2年）3月：新幹線ホームの輸送社員配置を取りやめ。

かつては日本貨物鉄道（JR貨物）の施設があったが、九州新幹線の駅設置に伴い用地を明け渡すため鳥栖貨物ターミナル駅（田代駅前）に移転した。駅舎の北側に1面1線のコンテナホームが、構内西側に1面2線で上屋付きのコンテナホームが設置されていた。また、1980年代ごろまでは、駅の周囲にあるブリヂストン久留米工場やアサヒシューズ久留米工場、日本製粉（現・ニップン）久留米工場、ムーンスター久留米工場への専用線もあった。

## 駅構造
新幹線ホームは3階に位置する相対式ホーム2面2線を有する高架駅である。通過線がなく、安全のために可動式安全柵が設けられている。
在来線ホームは島式ホーム2面4線と切欠きホーム1面1線の、合計3面5線のホームを有する地上駅で1階にホームがある。実際は側線を含めて6本の線路が敷かれているが一般旅客用に使用されるのはこの内5本で、東側（駅舎側）のホームには1・3番と切り欠きホームの2番のりば、西側のホームには4・5番のりばが配置されている。リニューアル前は単式ホーム1面1線と島式ホーム1面2線が並ぶ配線であった。
直営駅であり、みどりの窓口・自動券売機が設置されている。在来線の自動改札機はSUGOCAおよび相互利用が可能なICカードに対応している。新幹線との連絡改札口は九州新幹線がエクスプレス予約に対応した初日の2022年6月25日から利用が可能になった。
事務管コードは▲910138を使用している。

### 駅舎
鉄筋コンクリート3階建ての駅舎は2010年に完成した橋上駅舎で、「久留米の新たな出発点」をテーマに、久留米の説話、名物などを描いたステンドグラスによる装飾が多用されており、5代目にあたる。駅舎内には待合所・出札口・改札の他にJR九州旅行久留米支店やキヨスク、久留米市観光案内所、地場産くるめJR久留米駅店があり、駅舎・ホーム間のエスカレーターや、バリアフリー仕様のトイレが設置されている。また、新幹線開業時に小規模な駅ビルである「えきマチ1丁目久留米（旧：フレスタくるめ）」が設置され、コンビニエンスストアやラーメン店などが入居する。
駅の開業以来市街地寄りの東側にしか出入口がなかったが、現在の駅舎完成とともに西側にも出入口が設置され、西口周辺の整備が完了した2010年5月23日に利用が開始された。当初は「西口」「東口」という名称になっていたが、新幹線開業から1年ほど経った2012年4月よりそれぞれ「水天宮口」「まちなか口」と改称され、自由通路にも「ほとめき広場」の愛称が付された。
また、駅舎内の床タイルは久留米絣をモチーフとした幾何学模様を採用し、コンコース、在来線改札、新幹線改札ともに違う柄が採用されている。駅前広場に設置された案内標識も同様に、紺色をベースとした久留米絣の意匠が取り入れられている。

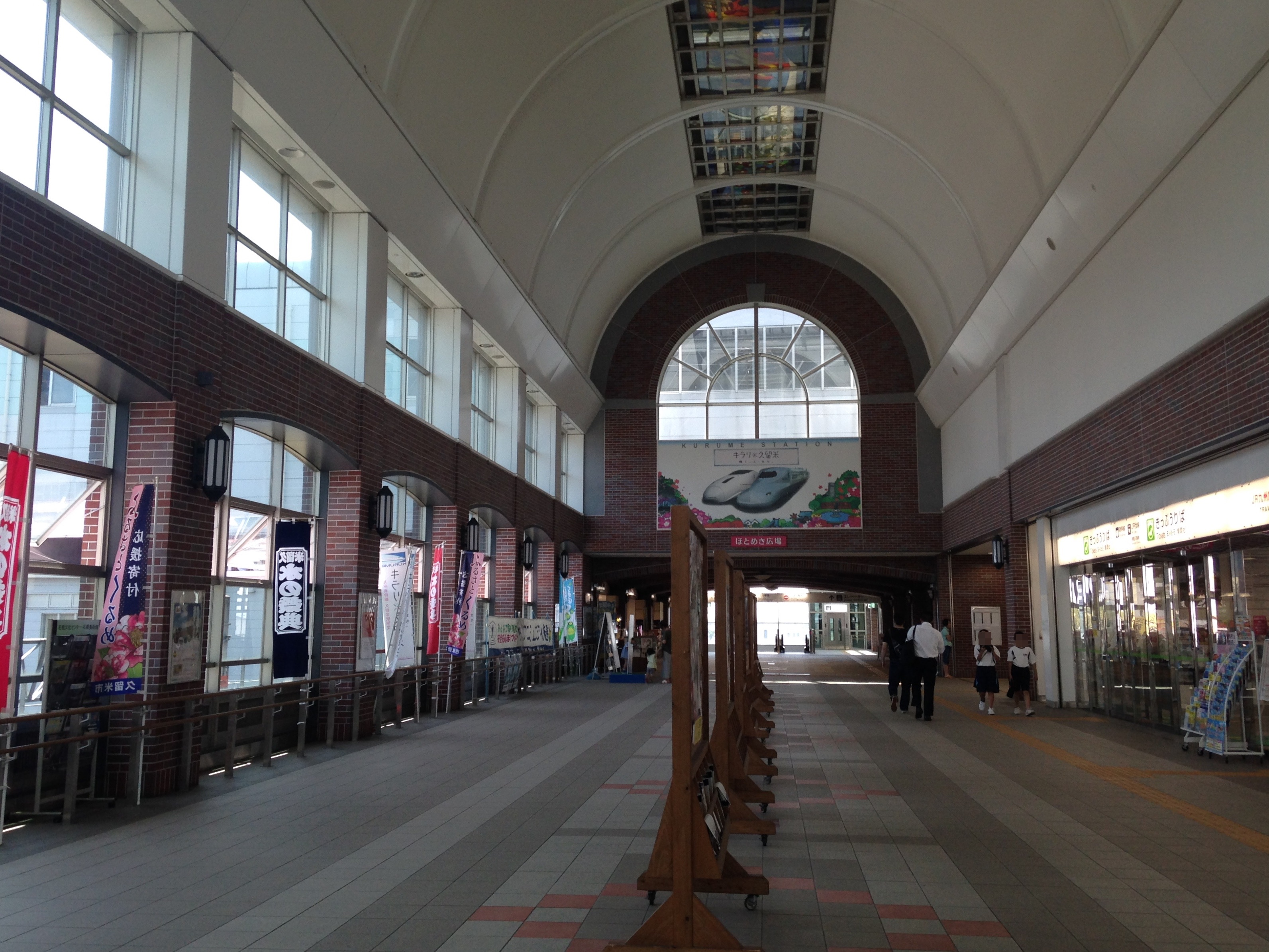
ほとめき広場（2016年7月）
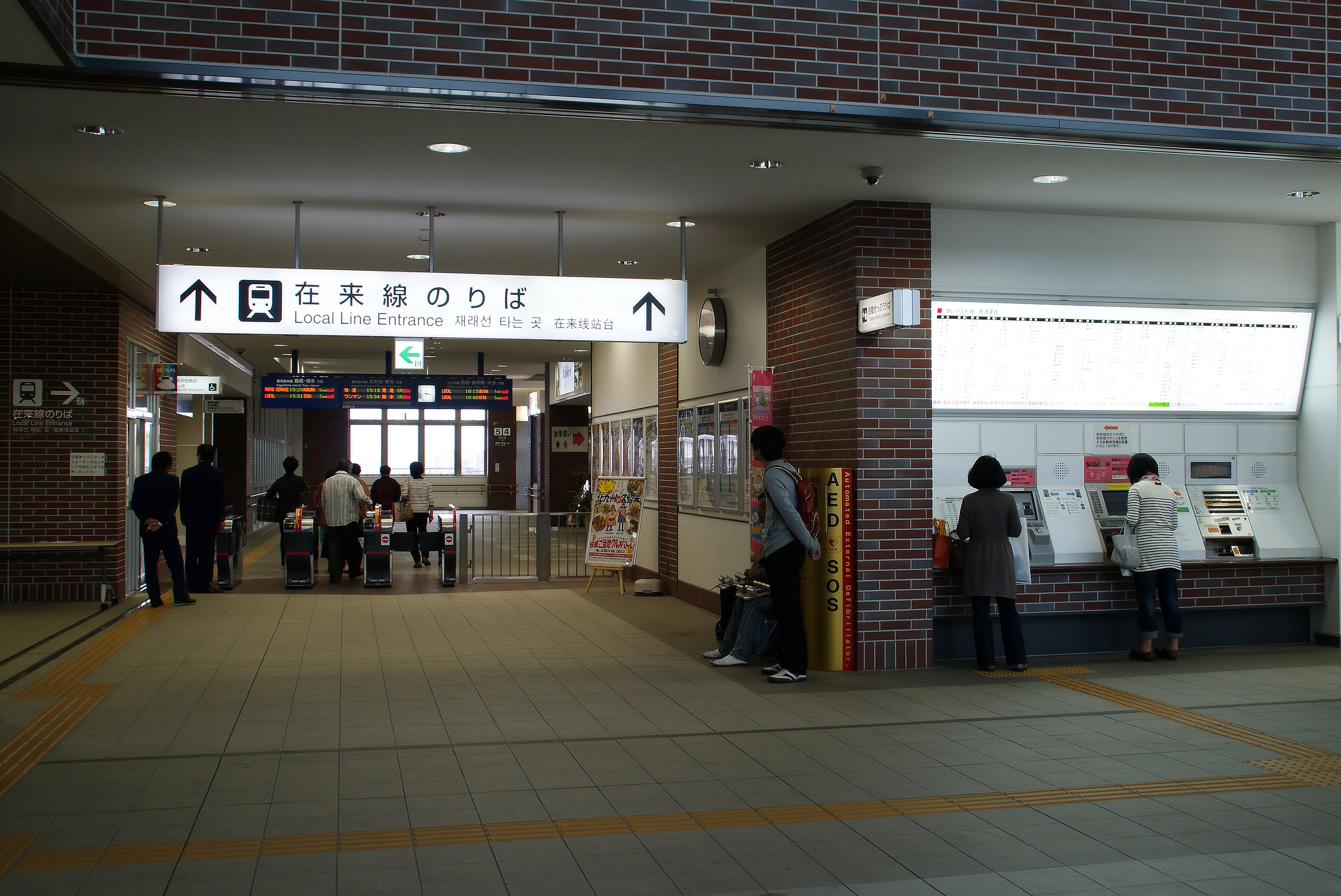
在来線改札口ときっぷ売り場（2011年4月）
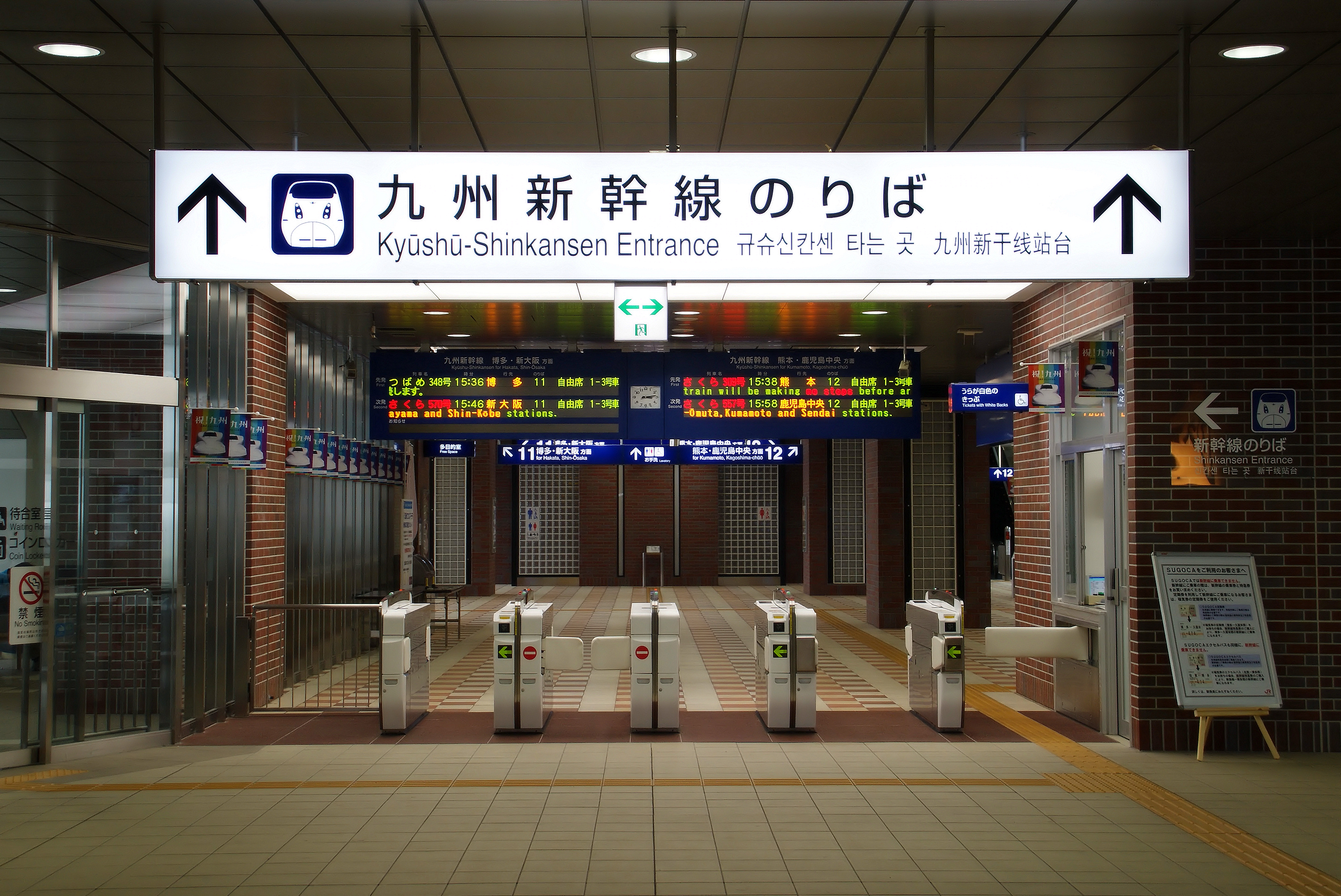
新幹線改札口（2011年4月）

### のりば
| のりば | 路線       | 方向 | 行先                   | 備考                       |
| ------ | ---------- | ---- | ---------------------- | -------------------------- |
| 在来線 |            |      |                        |                            |
| 1・3   | 鹿児島本線 | 下り | 大牟田・玉名・熊本方面 |                            |
| 1・3   | ■久大本線  | -    | 日田・由布院・大分方面 | 一部5番のりば              |
| 2      | ■久大本線  | -    | 日田・由布院・大分方面 | 一部5番のりば              |
| 4・5   | 鹿児島本線 | 上り | 鳥栖・博多・小倉方面   | 当駅始発は一部1・3番のりば |
| 新幹線 |            |      |                        |                            |
| 11     | 九州新幹線 | 上り | 博多・新大阪方面       |                            |
| 12     | 九州新幹線 | 下り | 熊本・鹿児島中央方面   |                            |

付記事項
- 快速列車と普通列車の緩急接続は、当駅でなく1駅下った隣の荒木駅で行われている。1・3番線の八代方を切り欠いた2番のりばは非電化路線である久大本線の列車のみが使用するため、架線は張られていない。在来線のりばは東口から1、2…と番数が割り当てられているが、新幹線のりばは、反対に西口から11、12番と割り当てられている。
- 2面3線だった当時は1番のりばは鹿児島本線下りと久大本線（主に特急列車）、2番のりばは久大本線、3番のりばは鹿児島本線上りが使用し、鹿児島本線上りと久大本線の対面乗り換えも可能だった。

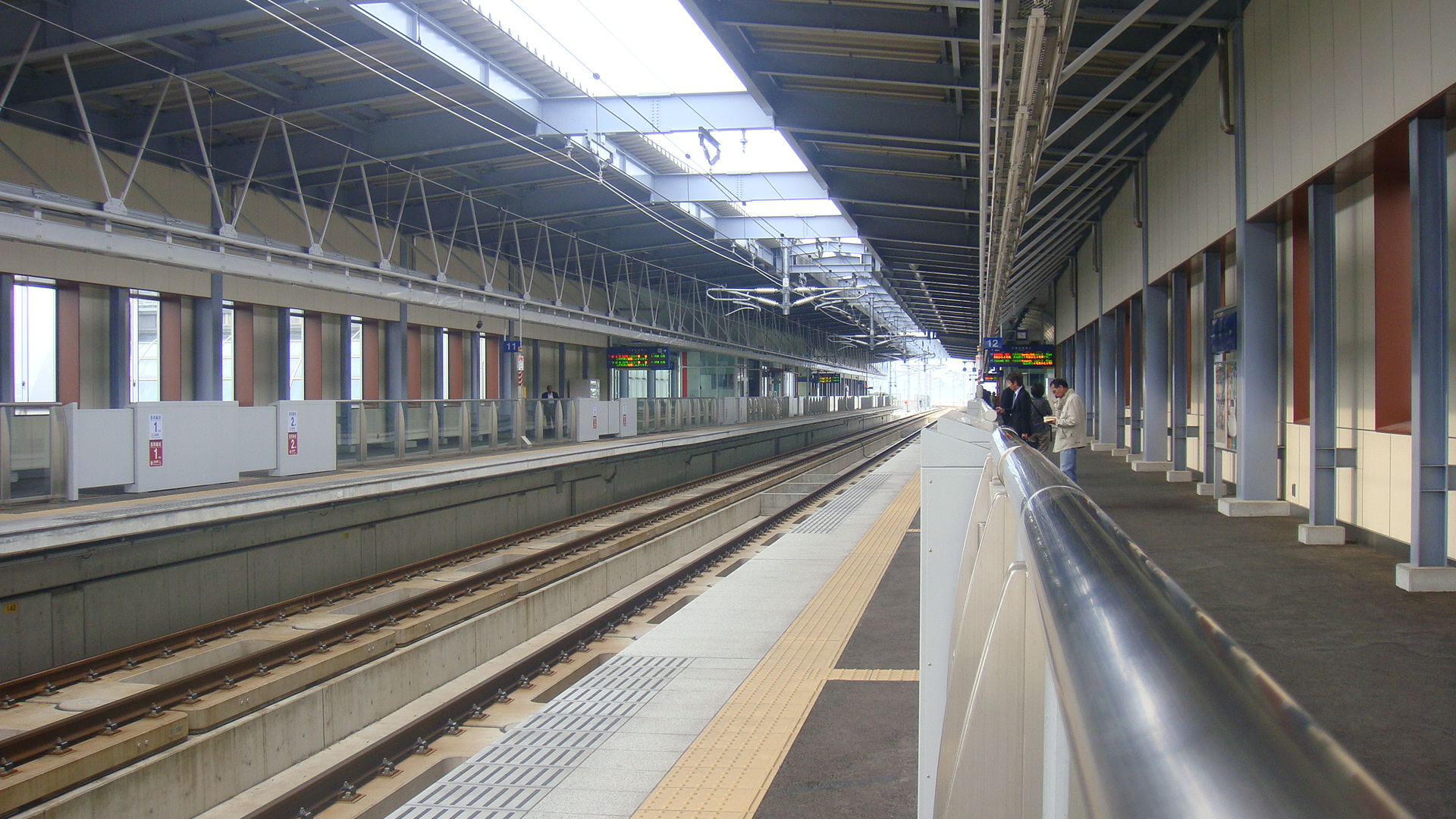
新幹線ホーム（2011年3月）
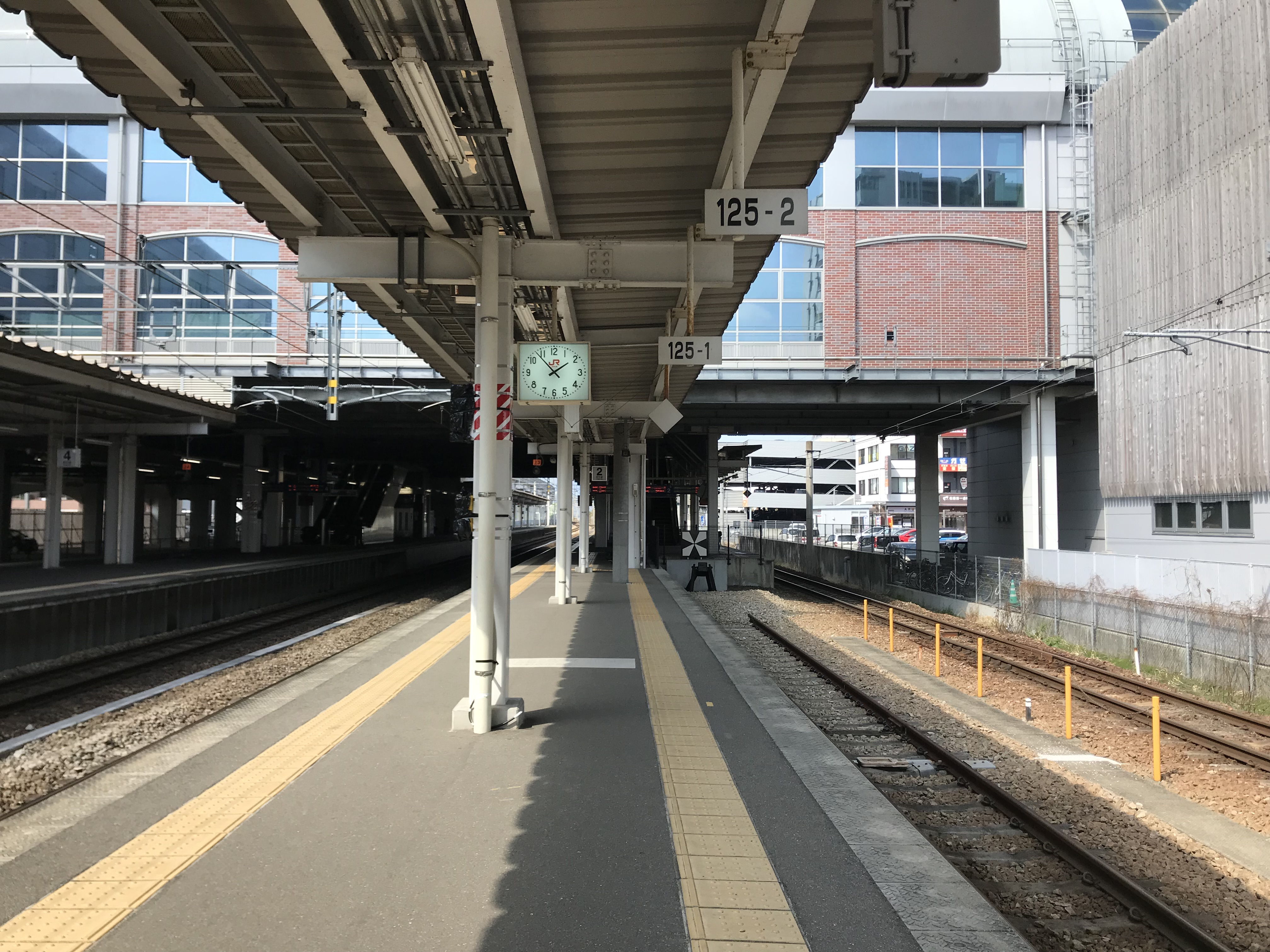
在来線ホーム（2018年3月）

## 駅弁
2023年ごろまで販売されていた、主な駅弁は下記の通り。
- 焼麦弁当
- 高菜のたまてばこ
- ミニかしわ焼麦弁当

## 利用状況
2023年度の1日平均乗車人員は7,294人であり、JR九州の駅としては第22位である。また、2020年度のJR九州駅別取扱収入では全駅中6位である。
なお、同じ久留米市の中心駅である西鉄久留米駅の2020年度の平均乗降人員は24,321人である。
| 年度   | 1日平均 乗車人員 |
| ------ | ---------------- |
| 1999年 | 6,111            |
| 2008年 | 5,917            |
| 2009年 | 5,630            |
| 2010年 | 5,847            |
| 2011年 | 6,616            |
| 2012年 | 6,871            |
| 2013年 | 7,249            |
| 2014年 | 7,350            |
| 2015年 | 7,658            |
| 2016年 | 7,743            |
| 2017年 | 7,920            |
| 2018年 | 7,982            |
| 2019年 | 7,856            |
| 2020年 | 5,430            |
| 2021年 | 5,824            |
| 2022年 | 6,838            |
| 2023年 | 7,294            |

## 駅周辺
- 久留米市役所
- 久留米大学医学部・大学病院
- 福岡県立明善高等学校
- 有馬記念館（久留米城跡)
- 水天宮
- 梅林寺

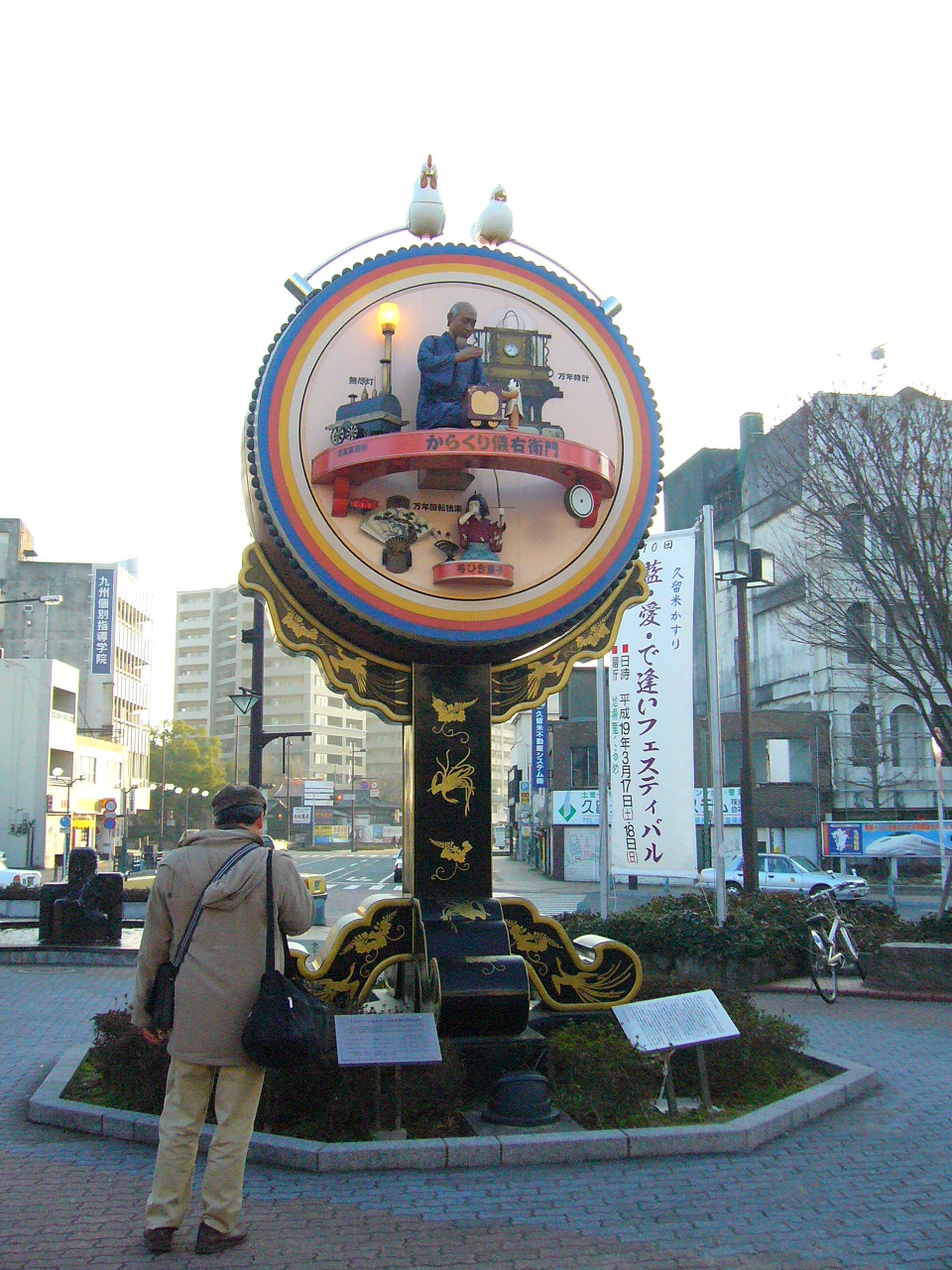
作動中の駅前からくり時計

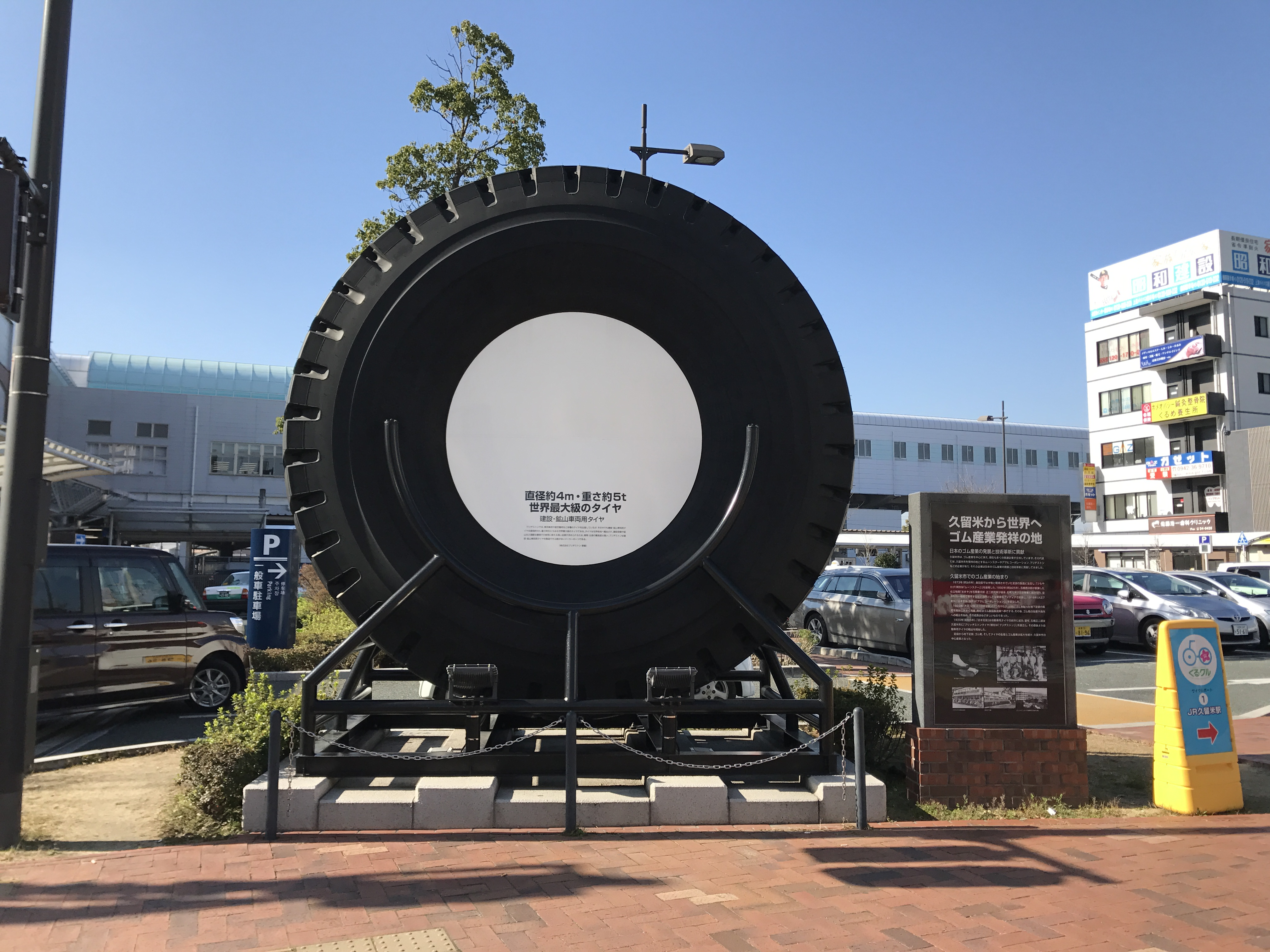
まちなか口（東口）にある、ブリヂストン製タイヤのモニュメント。建設・鉱山車両用で直径は約4m、重さは約5t。

- 久留米工業高等専門学校（北へ約2.5 km）
- バスのりば
- ラ・ムー久留米西店
- 久留米ステーションホテル
- 筑後信用金庫 白山町支店

開業時は久留米市の中心部に位置したが、その後中心街が東（西鉄久留米駅方面）へ移動したために、現在の駅は中心街からやや西側に離れている。新幹線の開通に伴い新たに駅前の再開発事業が行われ、商業施設やバスロータリーが設けられた。
駅前（まちなか口）には旧駅舎時代の1999年11月からからくり時計が設置されている。再開発に伴い新駅舎完成直後から一時撤去されていたが、2011年3月上旬に再設置された。その他にも、ディスプレイボードには青木繁の「海の幸」と坂本繁二郎の「放牧三馬」が、まちなか口の一般車ロータリーにはブリヂストン提供の世界最大級のタイヤのモニュメントも新たに設置されている。
ダイヤの面からしても、以前は日中の多くの普通電車・快速電車の運行系統が鳥栖で分かれるようなダイヤ設定で、長らく久留米駅近辺を都市部として扱わないような運行形態であったが、新幹線開通以後は大牟田方面への電車が多く設定され、快速電車の所要時間短縮などと相まって在来線の利便性も向上した。

## バス路線
まちなか口ロータリーにバスのりばが設けられており、西鉄バスと堀川バスが利用可能である。ただし5番のりばのみロータリーの外（ライオンズマンション向かい）に設置されている。当駅から西鉄久留米駅までは所要時間10分程度で運賃は170円（2015年1月現在）。バス会社側の案内は「JR久留米駅」。2004年3月31日をもって50番系統は大牟田市までの運行を取り止めた。
| のりば | 運行事業者 | 方面            | 行先                                                                                   |
| ------ | ---------- | --------------- | -------------------------------------------------------------------------------------- |
| 1      | 西鉄バス   | ■昭和通り方面   | 西鉄久留米・国分・川瀬（広川町）・八女・大学病院・善導寺・吉井（うきは市）・西町・城島 |
| 2      | 西鉄バス   | ■明治通り方面   | 西鉄久留米・野中・聖マリア病院・高良台・羽犬塚駅・筑後船小屋駅・北野・鳥栖             |
| 3      | 西鉄バス   | ■豆津・佐賀方面 | 水天宮・長門石・目達原・神崎・江見・原の町・佐賀・中原・綾部・安武・大善寺             |
| 4      | 堀川バス   | ■その他         | 西鉄久留米・野中・東国分小学校・藤山・八女・佐賀競馬場・久留米競輪場（ハラショー観光） |
| 5      | 西鉄バス   | ■高速バス       | 福岡空港                                                                               |

## その他
- 最高裁判例にもなった労働判例として有名な国労久留米駅事件（1962年（昭和37年）3月30日発生）の舞台である。
- 「筑後川花火大会」の際の最寄駅である。
- 1965年から2006年3月まで駅のホームでクジャクを飼育しており、長年利用客に親しまれていた[34]。このクジャクは久留米市鳥類センターで飼われているクジャクが千羽に達した記念で久留米駅で公開され、小学生の女の子がお年玉を寄付して鳥舎が建てられたものである[34]。九州新幹線の工事に伴い鳥舎が取り壊されることになり、飼われていたクジャクは久留米市鳥類センターに引き上げられている[34]。

### 旧駅舎時代の写真
写真はすべて2008年以前のもの。

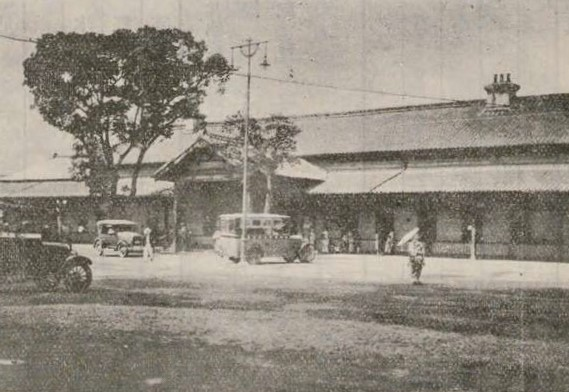
2代目の駅舎
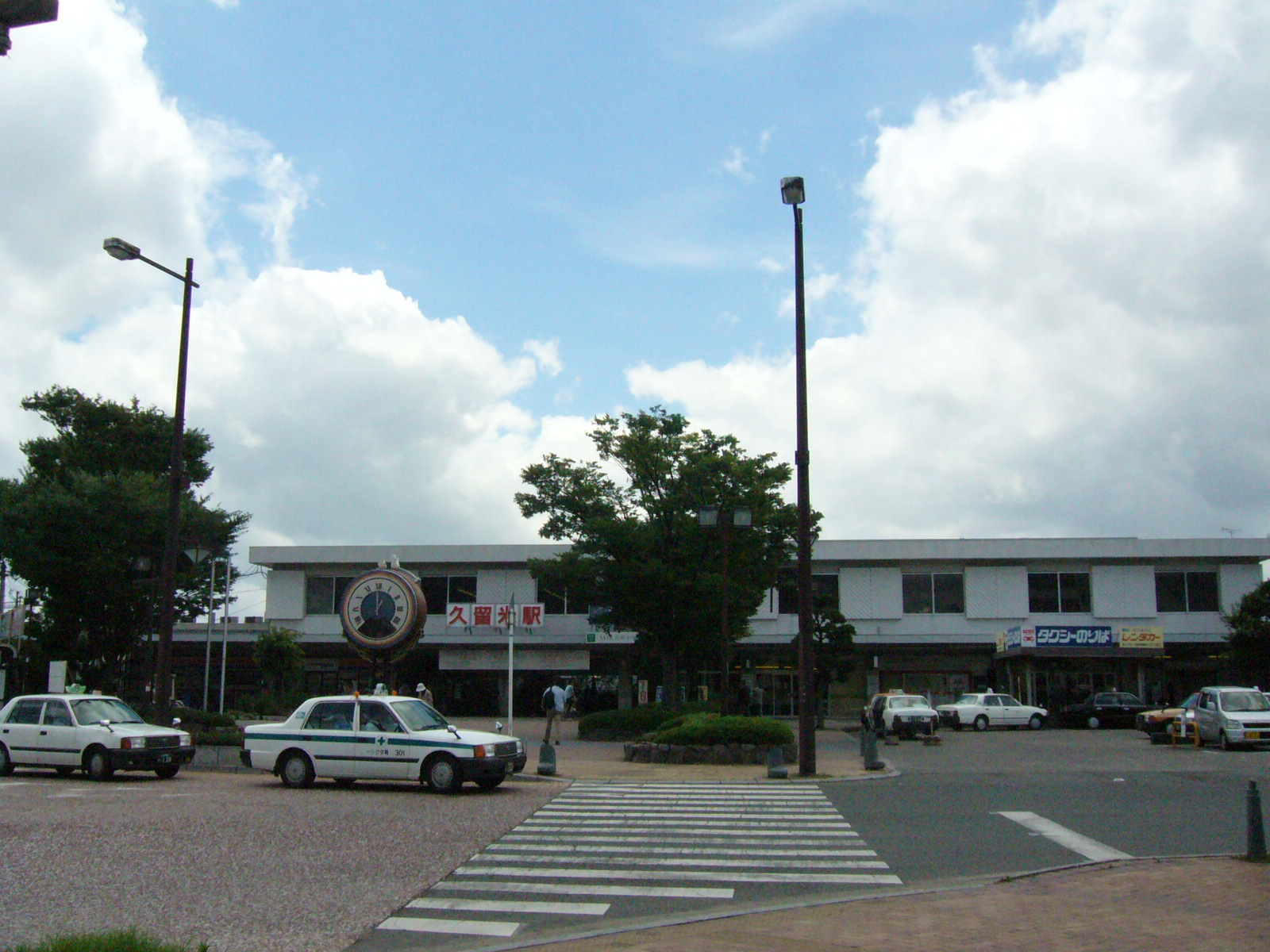
4代目の駅舎（2007年7月）
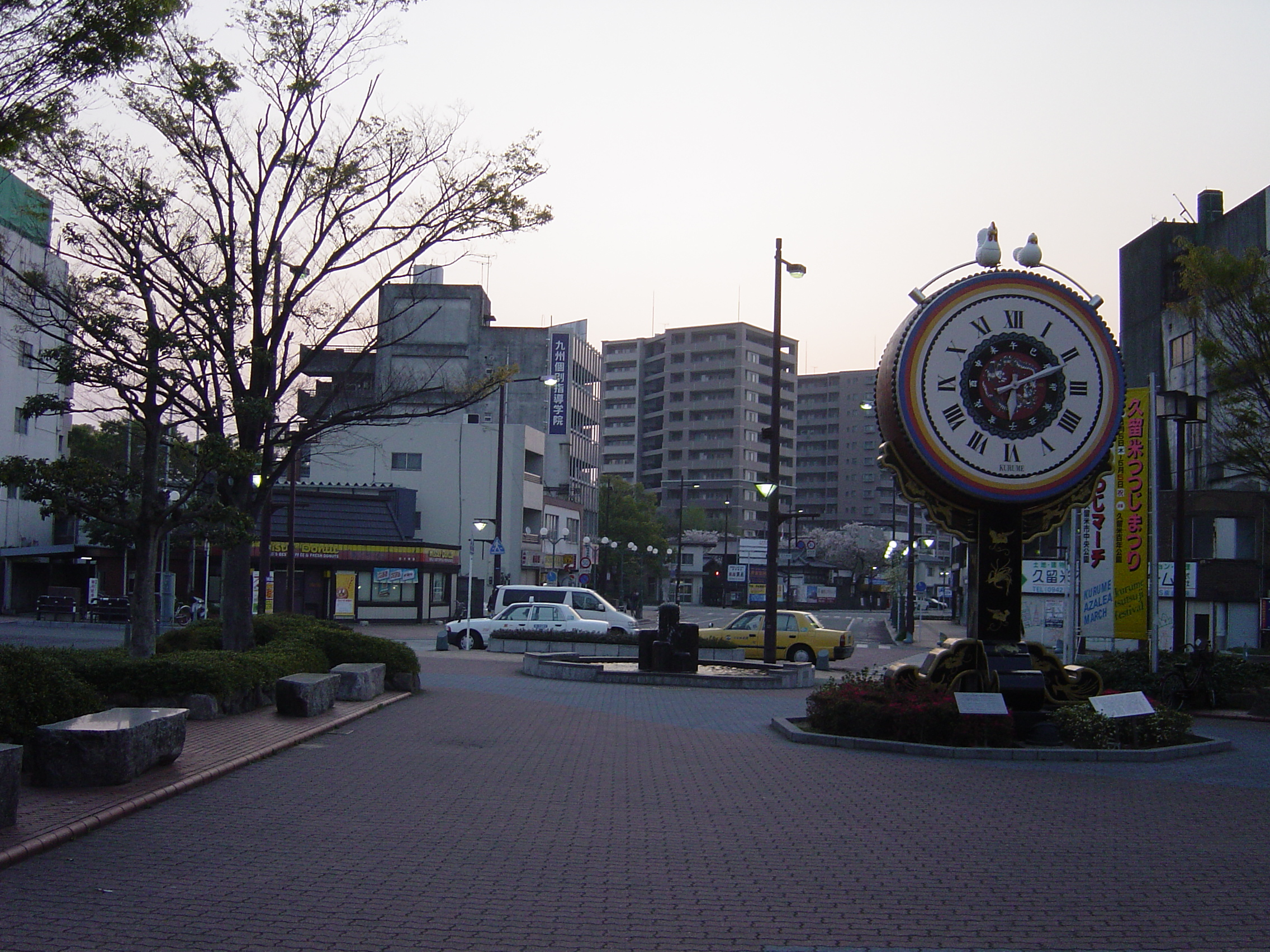
駅前風景（2006年4月）
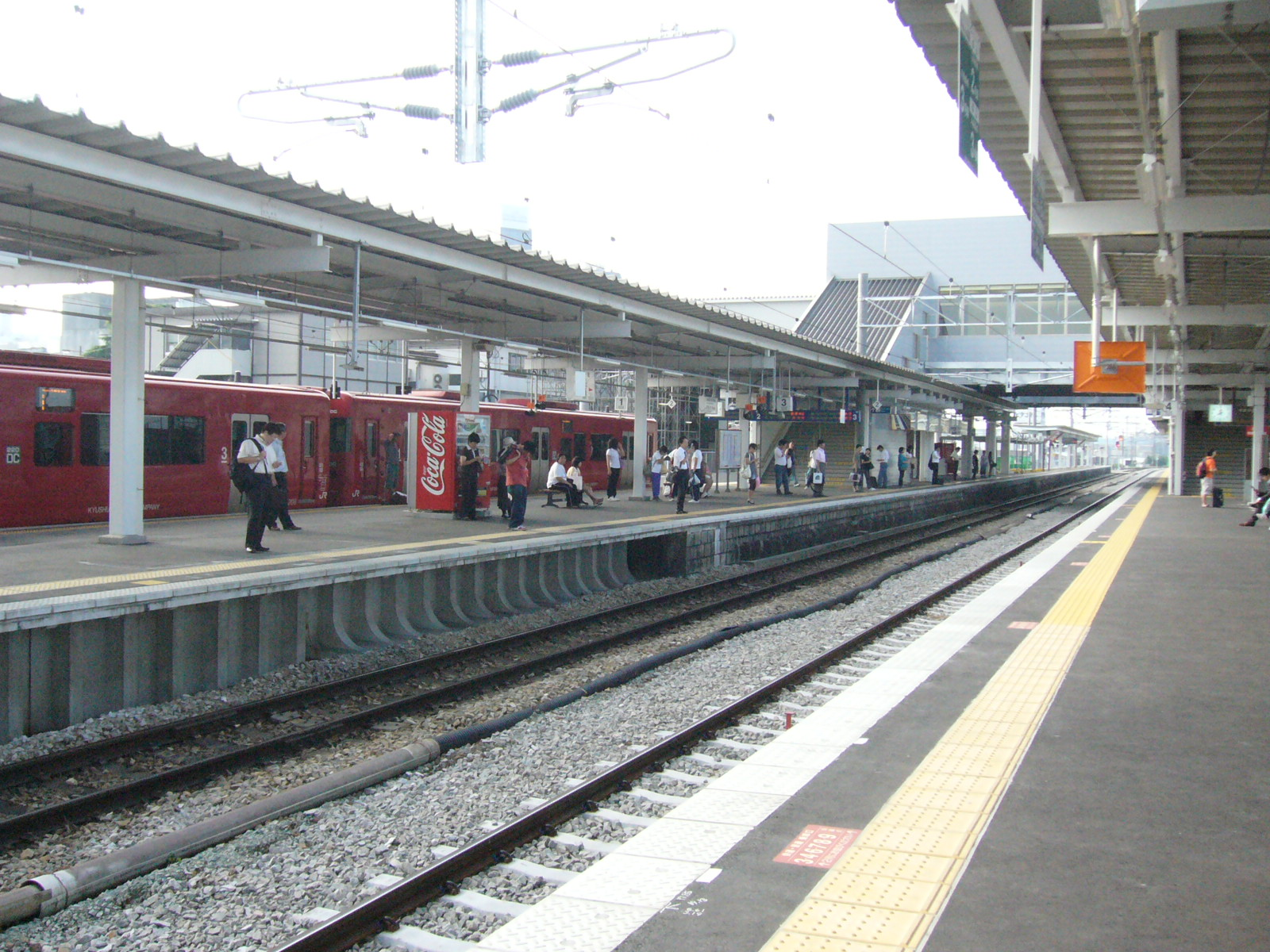
リニューアル工事開始直後の駅構内風景。手前から順番に4,3,1番のりば。（2007年8月）
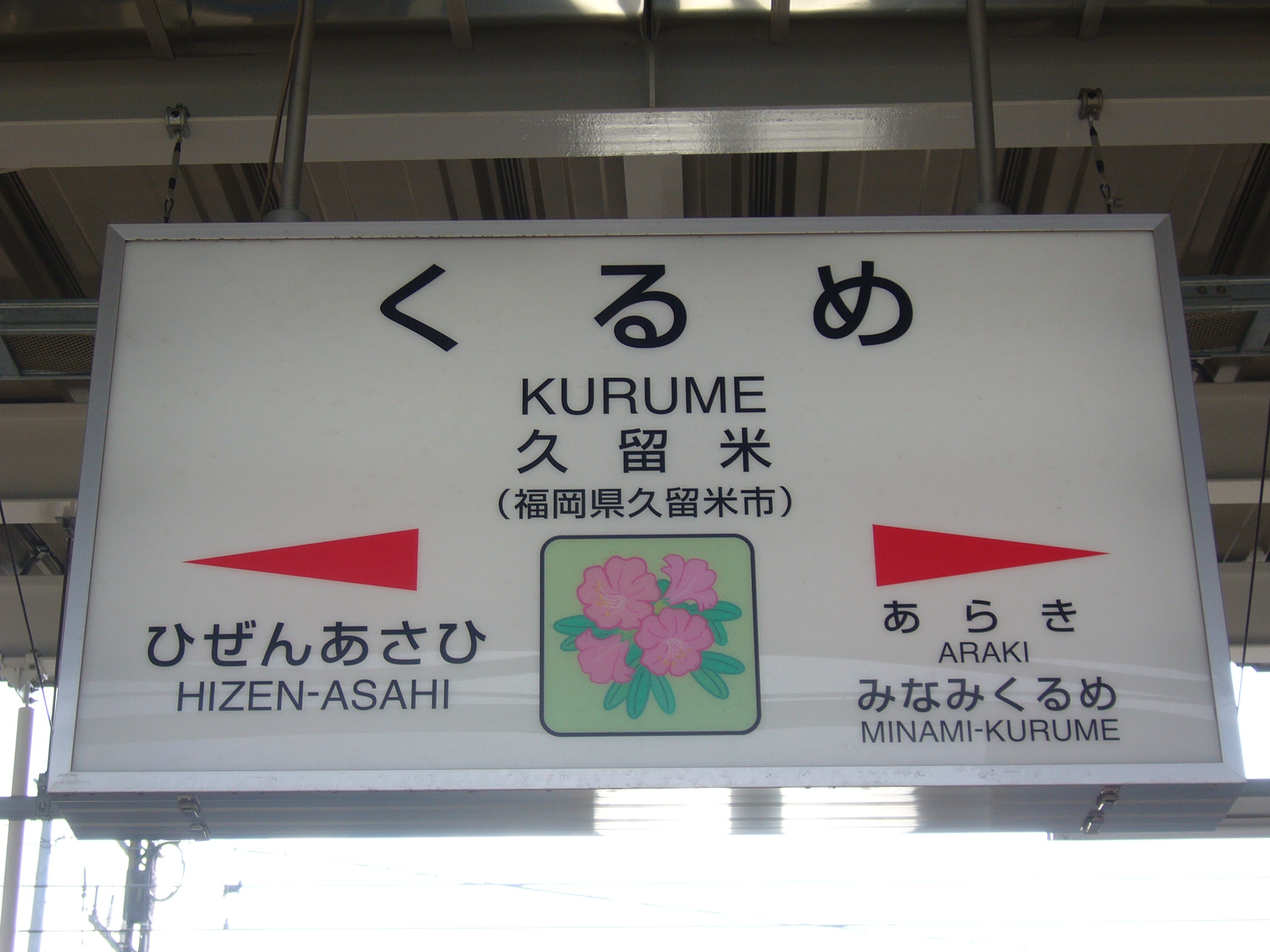
市花のつつじが書かれた駅名標（久留米高校前駅開業前）

## 隣の駅
九州旅客鉄道（JR九州）
 九州新幹線
新鳥栖駅 - 久留米駅 - 筑後船小屋駅
 鹿児島本線
- 特急「ゆふ」「ゆふいんの森」停車駅

■快速
鳥栖駅 (JB15) - 久留米駅 (JB17) - 荒木駅 (JB18)
■区間快速
鳥栖駅 (JB15) - （一部肥前旭駅 (JB16)） - 久留米駅 (JB17) - 荒木駅 (JB18)
■普通
肥前旭駅 (JB16) - 久留米駅 (JB17) - 荒木駅 (JB18)
■ 久大本線
- 特急「ゆふ」「ゆふいんの森」停車駅

■普通
久留米駅 - 久留米高校前駅
※下りの一部列車は、鹿児島本線から乗り入れる。